# Rythmes d'amour
Pour plus de détails, voir Fiche technique et Distribution.
Rythmes d'amour (Murder at the Vanities) est un film américain en noir et blanc réalisé par Mitchell Leisen, sorti en 1934.

## Synopsis
Après trois tentatives de meurtre, au moment du lever de rideau, sur la star de son nouveau spectacle de variétés, le gérant d'un théâtre demande à un ami détective, à qui il vient pourtant de refuser des billets d’entrée, d'enquêter pour trouver le coupable. Pendant que les numéros de chant et de danse se succèdent sur scène, et que le détective semble plus occupé à reluquer les filles du spectacle qu'à faire son travail, une sombre histoire de chantage se trame et les choses se compliquent quand est découvert, en coulisses, le corps d'une femme assassinée.

## Fiche technique
- Titre : Rythmes d'amour
- Titre original : Murder at the Vanities
- Réalisation : Mitchell Leisen
- Scénario : Carey Wilson et Joseph Gollomb, d'après la pièce homonyme de Earl Carroll et Rufus King
- Photo : Leo Tover
- Musique : Arthur Johnston et Sam Coslow, d'après la comédie musicale composée par Richard Meyer, Victor Young et Johnny Green
- Direction artistique : Hans Dreier, Ernst Fegté
- Costumes : Paramount Costume Department
- Montage : William Shea
- Production : E. Lloyd Sheldon (Paramount)
- Société de distribution : Paramount Pictures
- Budget : 200 000 $ (estimation)
- Pays de production : États-Unis
- Langue : anglais
- Format : noir et blanc - son : Mono -
- Genre : comédie musicale, Film policier
- Durée : 89 min
- Dates de sortie :
  - États-Unis : 21 mai 1934
  - France : 19 octobre 1934

## Distribution
- Victor McLaglen : lieutenant de police Bill Murdock
- Carl Brisson : Eric Lander
- Gertrude Michael : Rita Ross
- Jack Oakie : Jack Ellery
- Kitty Carlisle : Ann Ware
- Jameson Thomas : King Westley
- Dorothy Stickney : Norma Watson
- Jessie Ralph : Mme Helene Smith
- Charles Middleton : Homer Boothy
- Gail Patrick : Sadie Evans
- Donald Meek : Dr Saunders
- Toby Wing : Nancy
- Colin Tapley (non crédité) : régisseur
- Duke Ellington : lui-même avec le Duke Ellington's Orchestra

## Article annexe
- Psychotrope au cinéma et à la télévision